# Paul Mariner
Paul Mariner (Bolton, 22 de maio de 1953 — 9 de julho de 2021) foi um futebolista inglês que atuou como atacante.

## Carreira
Mariner jogou no Ipswich Town, com o qual conquistou a Copa da Inglaterra em 1978 e a Taça da UEFA em 1981. Atuou em 339 partidas e marcou 139 gols enquanto esteve no clube. Fez parte da Seleção Inglesa de Futebol da Copa do Mundo FIFA de 1982.

## Morte
Mariner morreu em 9 de julho de 2021, aos 68 anos de idade, devido a um câncer no cérebro.